# American Academy of Arts and Letters

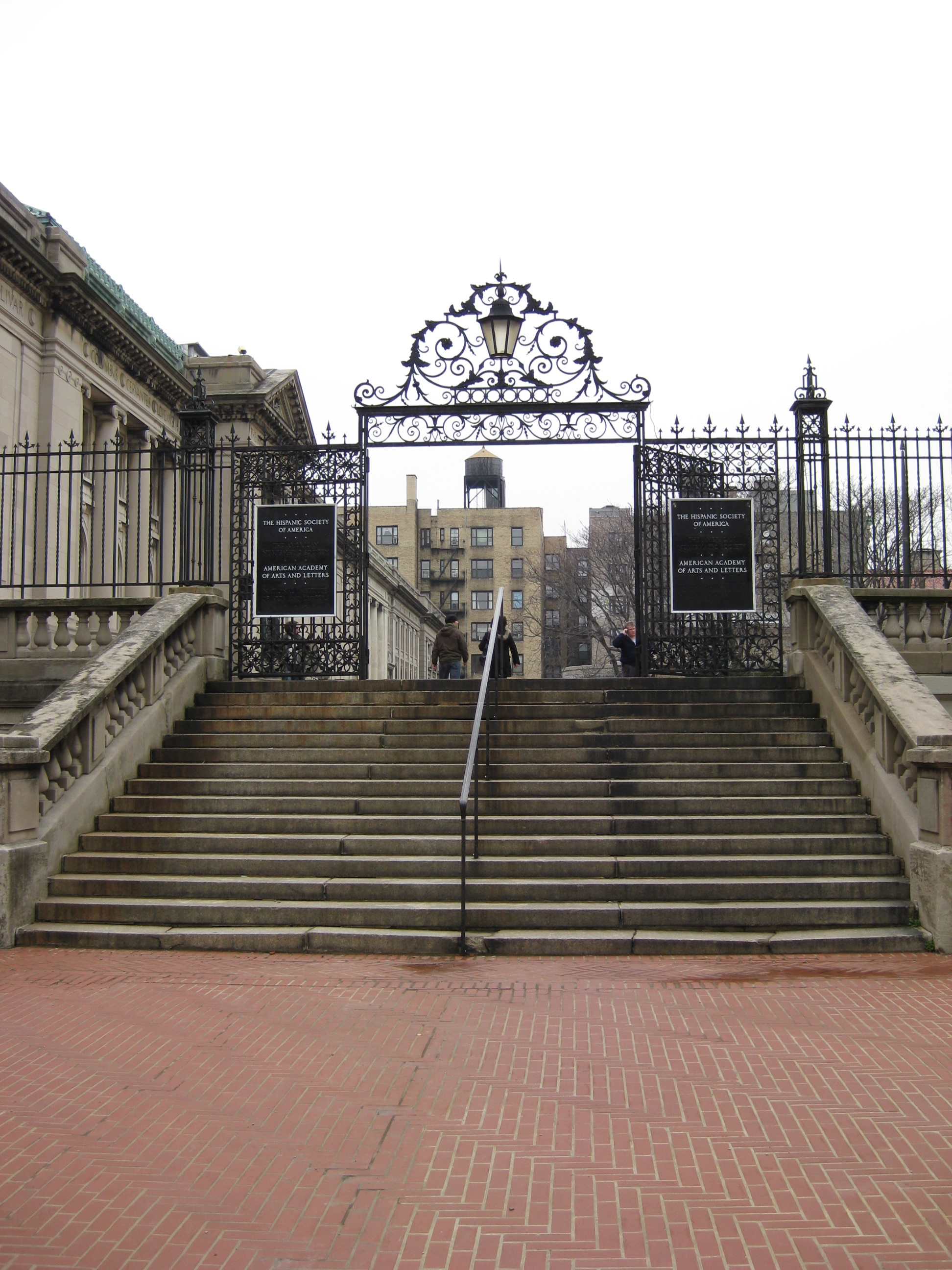
Eingang zum Gelände der Academy, das sie sich mit der Hispanic Society of America teilt

Die American Academy of Arts and Letters, vormals auch National Institute of Arts and Letters genannt, ist eine Gesellschaft in den Vereinigten Staaten von Amerika mit Sitz in Washington Heights, Manhattan, die sich aus 250 Mitgliedern aus den Bereichen Schriftstellerei, Bildende Kunst und Komposition zusammensetzt. Ziel ist es, das allgemeine Interesse an hochwertiger Kunst dadurch zu fördern und aufrechtzuerhalten, dass herausragende Künstler mit einer Reihe von Preisen und Auszeichnungen, sowie Ausstellungen der jeweiligen Werke geehrt werden.

## Geschichte
Die Gesellschaft ging aus der 1865 in Boston gegründeten American Social Science Association (ASSA) hervor. Diese umfasste mehrere Abteilungen wie Rechtsprechung oder auch Ausbildung. H. Holbrook Curtis, eines der Mitglieder unterbreitete im September 1898 dem ASSA-Präsidenten Simeon Baldwin den Vorschlag, eine Tochtergesellschaft zu gründen, die sich in ihrer Ausrichtung und Organisation am Institut de France orientieren sollte. Die Idee wurde von der Organisation genehmigt und nachdem viele der Einladungen akzeptiert worden waren, fand schon am 11. Februar 1899 die erste Versammlung des neu gegründeten National Institute of Arts, Science and Letters statt, auf der Charles Dudley Warner zum vorläufigen Präsidenten gewählt wurde. Im September desselben Jahres entschied die Gesellschaft darüber, ob man weiterhin eine Unterabteilung der ASSA bleiben oder ein selbstverwaltender Apparat werden sollte. Die Mitglieder entschieden sich für letzteres und im Zuge dessen strich man science aus der Bezeichnung.

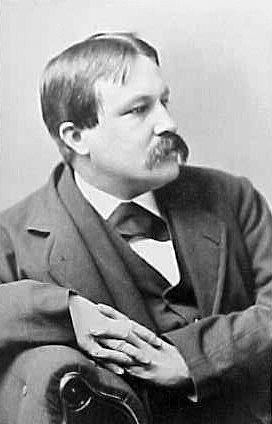
William Dean Howells, erstes Mitglied und erster Präsident von 1904 bis 1920

Zunächst war eine Höchstzahl von 150 Mitgliedern zugelassen. 30 davon bildeten ab 1904 die „Academy“, den inneren Kern des Instituts, der sich aus Elitemitgliedern zusammensetzte und nach dem Vorbild der Académie française gestaltet worden war. Die ersten sieben Mitglieder, die vom Institute gewählt worden waren, waren William Dean Howells, Mark Twain (Samuel Langhorn Clemens), Edmund Clarence Stedman  
(1833–1908) und John Hay in der Abteilung Literatur, Augustus Saint-Gaudens und John La Farge (1835–1910) in der Abteilung Bildende Kunst und Musik wurde durch Edward MacDowell repräsentiert. Diese sieben wählten im Folgenden weitere acht, die wiederum neue Mitglieder ernannten, bis schließlich die maximale Anzahl erreicht war. 1907 wurde diese auf 250 aufgestockt (200 Angehörige des „Institute“ und 50 „Academy“-Mitglieder). 1916 wurde die Gesellschaft offiziell in einer so genannten congressional charter von der US-Regierung anerkannt.
Die in Institute und Academy unterteilte Organisationsform hatte bis 1976 Bestand, als man das zweilagige System unter dem Namen American Academy and Institute of Arts and Letters zusammenfasste. Es gab in der Folgezeit nur noch einen Aufsichtsrat und ein gemeinsames Budget. Neben den 250 lebenden US-Bürgern wurde fortan auch 75 ausländischen Künstlern eine Ehrenmitgliedschaft ermöglicht. Es bestand jedoch intern weiterhin eine Zweiteilung. Erst 1993 verabschiedete man sich komplett von der zweischichtigen Organisationsstruktur, indem man Institut und Academy auch dem Namen nach zusammenfasste und ihnen den heutigen Namen American Academy of Arts and Letters gab. Den Vorstand bilden heute ein Präsident, drei Vizepräsidenten für Bildende Kunst, drei Vizepräsidenten für Literatur, zwei für Musik, sowie ein Kassenwart und ein Schriftführer. Seit 2018 hat der Architekt Billie Tsien das Amt des Präsidenten für drei Jahre inne.

## Mitgliedschaft
Eine Mitgliedschaft ist denjenigen vorbehalten, die selbst von einem der Mitglieder nominiert werden. Die Wahl erfolgt auf Lebenszeit und der Gewählte muss keine Mitgliedsbeiträge oder sonstige Abgaben zahlen. Erst wenn ein Sitz durch den Tod eines Mitglieds frei wird, kann ein neuer Kandidat nominiert werden. In den ersten Jahren waren bis auf die 1907 aufgenommene Julia Ward Howe nur Männer in der Academy vertreten. Erst mit der Wahl von Edith Wharton, Margaret Deland, Agnes Repplier und Mary E. Wilkins Freeman im Jahr 1926 erhielt auch das weibliche Geschlecht verstärkt Einzug in die Gesellschaft.
Siehe auch: Kategorie:Mitglied der American Academy of Arts and Letters

## Preise und Auszeichnungen
Die einzelnen Komitees der Academy haben seit deren Bestehen eine große Anzahl an Preisen in den verschiedenen Kategorien gestiftet. Eine Nominierung ist auch hier jeweils nur durch die Mitglieder der Academy möglich. Die einzige Ausnahme bildet der Richard Rodgers Awards for Musical Theater, für den man sich auch bewerben kann:

### Derzeit verliehene Preise und Auszeichnungen
- Der Academy Award of the American Academy of Arts and Letters wird seit 1941 jährlich verliehen. Der mit 7.500 $ dotierte Preis wird in den Kategorien Bildende Kunst, Schriftstellerei, Komposition und Architektur
- Der mit 5.000 $ dotierte Marc Blitzstein Award wird seit 1965 an Komponisten, Dichter oder Librettisten verliehen.
- Gewinner des Michael Braude Award for Light Verse, der alle zwei Jahre verliehen wird, erhalten 5.000 $. Ausgezeichnet wird englischsprachige Kurzlyrik, wobei das Herkunftsland des Autors keine Rolle spielt.
- Die Auszeichnung mit dem Arnold W. Brunner Memorial Prize ist mit einer Zuwendung von 5.000 $ verbunden und wird Architekten verliehen, die Architektur als Kunst betreiben.
- Benjamin H. Danks Award: Dieser 20.000-$-Preis wird abwechselnd an Komponisten, Drehbuchautoren sowie Prosa- und Lyrikautoren verliehen.
- Der Award for Distinguished Service to the Arts wird an Kuratoren, Performance-Künstler, Verleger etc. verliehen und ist mit 1.000 $ dotiert.
- Der Jimmy Ernst Award ist mit 5.000 $ dotiert und wird in der Kategorie Malerei vergeben.
- Der Gewinner des E. M. Forster Award erhält 15.000 $ in der Kategorie Schriftstellerei.
- Die Academy verleiht seit 1909 Goldmedaillen, die das Gesamtwerk des Ausgezeichneten ehren sollen. Die Medaille in ihrer heutigen Form wurde von dem US-amerikanischen Bildhauer James Earle Fraser im Jahr 1916 gestaltet.
- Der Walter Hinrichsen Award wird in der Kategorie Komposition verliehen
- Die William Dean Howells Medal wird seit 1925 alle fünf Jahre an den Autor des besten Romanes in diesem Zeitraum verliehen.
- Die Charles Ives Awards sind sechs Stipendien im Wert von jeweils 7.500 $ und zwei im Wert von 15.000 $, die jährlich an junge Komponisten verliehen werden. Seit 1998 gibt es zusätzlich den Charles Ives Living, der es dem Ausgezeichneten ermöglicht, für drei Jahre eine Summe von 75.000 $ jährlich zu bekommen.
- Der Sue Kaufman Prize for First Fiction wird seit 1979 verliehen und ist mit 5.000 $ dotiert. Ausgezeichnet wird damit die beste Erstveröffentlichung eines Autors.
- Der Wladimir and Rhoda Lakond Award ist ein mit 5.000 $ dotierter Kompositionspreis, der jährlich verliehen wird.
- Die Goddard Lieberson Fellowships sind Stipendien im Wert von je 15.000 $, von denen jährlich zwei an herausragende Komponisten verliehen werden.
- American Academy of Arts and Letters Award of Merit ist eine Verdienstmedaille, die seit 1942 zusammen mit 10.000 $ abwechselnd in den Kategorien Malerei, Kurzgeschichte, Bildhauerei, Epik, Lyrik und Dramatik verliehen wird.
- Der Addison M. Metcalf Award und der Willard L. Metcalf Award werden seit 1986 alle zwei Jahre in den Kategorien Literatur beziehungsweise Bildende Kunst verliehen und sind jeweils mit 10.000 $ dotiert.
- Der Katherine Anne Porter Award wird alle zwei Jahre an Autoren von Prosatexten verliehen und wird mit 20.000 vergütet.
- Mit dem Arthur Rense Prize werden seit 1998 alle drei Jahre 20.000 $ an einen herausragenden Poeten verliehen.
- Da die Richard Rodgers Awards for Musical Theater eher Nachwuchspreise sind und Künstler aus dem Theaterbereich, die noch nicht etabliert sind, unterstützen sollen, sind sie die einzigen von der Academy verliehenen Auszeichnungen, für die man sich bewerben kann.
- Das Rome Fellowship in Literature ist ein Stipendium, das jedes Jahr zwei jungen Schriftstellern die Arbeit an der American Academy in Rom ermöglicht.
- Richard und Hinda Rosenthal Foundation Awards werden mit jeweils 5.000 $ vergütet und zeichnen Autoren fiktiver Literatur beziehungsweise Schaffende aus dem Bereich der Bildenden Künste aus.
- Die Medal for Spoken Language wird in unregelmäßigen Abständen an Menschen verliehen, die sich durch den richtigen Gebrauch gepflegter Sprache auszeichnen.
- Die Mildred and Harold Strauss Livings sind Stipendien mit einer Laufzeit von fünf Jahren, die den Ausgezeichneten jährlich 50.000 $ zukommen lassen und es ihnen so ermöglichen, sich ausschließlich der Schriftstellerei zu widmen.
- Der Harold D. Vursell Memorial Award ist mit 10.000 $ dotiert und wird jährlich in der Kategorie Prosaliteratur verliehen.
- Der alle zwei Jahre verliehene Morton Dauwen Zabel Award ist mit 10.000 $ vergütet und zeichnet abwechselnd einen Dichter, einen Autor fiktiver Literatur oder Kritiker aus.

### Vormals verliehene Preise und Auszeichnungen
- Der Institute Award for Distinguished Achievement wurde lediglich an drei Nachwuchskünstler verliehen, da er nur im Zeitraum von 1945 bis 1947 bestand.
- Der Nathan and Lillian Berliawsky Award war ein mit 5.000 $ dotierter Musikpreis, der zwischen 1984 und 1988 verliehen wurde.
- 1979 wurde der Witter Bynner Prize for Poetry ins Leben gerufen und zeichnete bis 2002 einen Nachwuchspoeten mit 5.000 $ aus.
- Der Russell Loines Award wurde zwischen 1931 und 1983 an Nachwuchsdichter verliehen.
- Der mit 5.000 $ vergütete Louise Nevelson Award in Art wurde von 1988 bis 1997 verliehen
- Der Jean Stein Award wurde jährlich zwischen 1984 und 1994 an Schriftsteller verliehen.
- Der Marjorie Peabody Waite Award war ein in den Kategorien Schriftstellerei, Bildende Kunst oder Komposition verliehener Preis, der zwischen 1956 und 1984 Bestand hatte.